# João Gonçalves (calciatore 2000)
João Pedro Oliveira Gonçalves (Matosinhos, 12 ottobre 2000) è un calciatore portoghese, portiere dell'AVS.

## Carriera

### Club
Gonçalves è un prodotto dei settori giovanili di Leixões, Padroense, Leça, Salgueiros e Boavista. È stato fra le riserve della prima squadra dal 2019 ed ha firmato il suo primo contratto professionistico il 29 luglio 2022, fino al 2025. Ha deuttato da professionista in una sconfitta per 1-0 in Taça de Portugal contro il Machico il 16 ottobre 2022. Il 4 luglio 2023 ha esteso il suo contratto fino al 2027. Nell'agosto 2023 è stato nominato portiere titolare in vista della stagione 2023-24.

### Nazionale
Gonçalves è stato membro delle nazionali giovanili portoghesi, avendo giocato per l'Under-21 nel settembre 2021.

## Statistiche

### Presenze e reti nei club
Statistiche aggiornate al 24 settembre 2023.
| Stagione        | Squadra         | Campionato      | Campionato | Campionato | Coppe nazionali | Coppe nazionali | Coppe nazionali | Coppe continentali | Coppe continentali | Coppe continentali | Altre coppe | Altre coppe | Altre coppe | Totale | Totale | Totale |
| Stagione        | Squadra         | Comp            | Pres       | Reti       | Comp            | Pres            | Reti            | Comp               | Pres               | Reti               | Comp        | Pres        | Reti        | Pres   | Reti   |        |
| --------------- | --------------- | --------------- | ---------- | ---------- | --------------- | --------------- | --------------- | ------------------ | ------------------ | ------------------ | ----------- | ----------- | ----------- | ------ | ------ | ------ |
| 2022-2023       | Boavista        | PL              | 1          | 0          | CP+Cdl          | 1+2             | 0               |                    | -                  | -                  |             | -           | -           | 4      | 0      |        |
| 2023-2024       | Boavista        | PL              | 6          | 0          | CP+Cdl          | 0+1             | 0               |                    | -                  | -                  |             | -           | -           | 6      | 0      |        |
| 2024-2025       | Boavista        | PL              | -          | -          | CP              | -               | -               | -                  | -                  | -                  | -           | -           | -           | -      | -      |        |
| Totale carriera | Totale carriera | Totale carriera | 7          | 0          |                 | 4               | 0               |                    | -                  | -                  |             | -           | -           | 10     | 0      |        |